# Heraclia houyjensis
Heraclia houyjensis är en fjärilsart som beskrevs av Wichgraf 1918. Heraclia houyjensis ingår i släktet Heraclia och familjen nattflyn. Inga underarter finns listade i Catalogue of Life.